# متلازمة كلود
مُتَلاَزِمَةُ كلود (بالإنجليزية: Claude's syndrome)، هو نوع من أنواع متلازمة السكتة الجذعية الدماغية تتميز بوجود شلل العصب المحرك للعين المماثل في الاتجاه، وخزل شقي، رنح في الجهة المعاكسة، وشلل نصفي في اللسان والوجه والكتف. تؤثر متلازمة كلود على العصب المحرك للعين، النواة الحمراء والسويقة العلوية للمخيخ.

## الأسباب

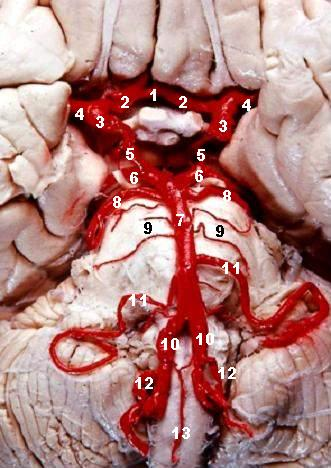
الجذع الدماغي للإنسان موضحاً بالتغذية الدموية، الشريان الدماغي الخلفي يحمل رقم 6 ويظهر خلفه الدماغ المتوسط.

تحدث متلازمة كلود بسبب احتشاء الدماغ المتوسط نتيجة انسداد فرع من الشريان الدماغي الخلفي. هذه الآفة عادةً ما تكون احتشاء من جانب واحد من النواة الحمراء والسويقة المخية، مما يؤثر على العديد من الهياكل في الدماغ المتوسط بما في ذلك:
| الجزء المتضرر                | التأثير                                                                                       |
| ---------------------------- | --------------------------------------------------------------------------------------------- |
| ألياف السبيل المسنن الحمراوي | ترنح معاكس                                                                                    |
| ألياف السبيل القشري النخاعي  | خزل شقي مقابل                                                                                 |
| ألياف السبيل القشري البصلي   | فالِجٌ مُقابِلُ الجَانِب في العضلات الوجهية السفلية، اللسان، الكتف.                                  |
| ألياف العصب المحرك للعين     | شلل العصب المحرك للعي المماثل، تدلى الجفن مع توسع وثبات بؤبؤ العين؛ مع احتمالية ازدواج الرؤية |

```
كما أشير أيضاً أن تضيق الشريان الدماغي الخلفي قد يساهم بحدوث متلازمة كلود.
[
3
]
```

## تاريخ المرض
يحمل المرض اسم هنري تشارلز جول كلود، طبيب نفسي فرنسي وأخصائي أعصاب، والذي وصف الحالة في عام 1912.